# Głuchoozierskaja
Głuchoozierskaja (ros. Глухоозерская) – towarowa stacja kolejowa w miejscowości Petersburg, w Rosji. Położona jest na jedynej linii na terenie miasta łączącej oba brzegi Newy.